# 谷歌音樂搜索
Google音乐是谷歌中国与巨鲸音乐网合作于2009年3月30日推出的一款音乐搜索产品，提供大量经唱片公司授权的正版音乐MP3供用户免费下载，由于与唱片公司有签署版权协议，所以按照协议规定，产品服务范围仅限于中国大陆地区，其他地区均无法使用该搜索服务。
2012年9月21日，谷歌中国宣布关闭Google音乐。

## 推出
2009年，时任Google全球副总裁、大中华区总裁李开复接受采访时说：「Google音乐搜索历经了两年时间，起初项目小组和我谈此事时，我认为成功率只有10%……，中国的环境让正版音乐没有空间发展，但这就是谷歌为什么做正版音乐搜索的原因。」当时谷歌在音乐搜索上最大的对手为百度音乐，音乐搜索占据了百度搜素流量中很大比重，但版权问题是百度音乐的缺点。
2011年在巨鲸完成B轮融资后，Google已是巨鲸音乐的第二大股东。

## 音乐来源
Google音乐是谷歌中国与巨鲸音乐网合作的产品，巨鲸音乐网与百代、索尼、华纳、环球唱片公司等140家独立唱片公司以及中国音乐著作权协会合作，所有歌曲均经过唱片公司正版授权，并提供免费高品质MP3文件下载，每个MP3文件的音质均在192Kbps以上。谷歌官方指其音乐库数量已达数110万首，并且在不断增加中。
由于Google音乐的搜索数据由巨鲸音乐网提供，故这两个网站的音乐搜索结果是完全相同的。
2009年，有网友查看下载自Google音乐的歌曲文件的ID3信息时，发现文件注释中写着「VeryCD分享互联网」，而下载自资源分享网站VeryCD的MP3歌曲中都会有这一句注释，因而网友认为巨鲸音乐网的音乐来自VeryCD。

## 账号
Google在推出中国版网站曾表示，不打算在中国的Google服务器上发布或推广涉及私隐的用户组织内容，除非公司确信可以保证用户信息的隐私与安全，否则不会存储任何用户信息。故Google音乐无法开放用户账户功能，播放器中的保存播放列表功能需要使用人人网、Windows Live或雅虎账号登入，而不能使用Google账户。

## 盈利
Google音乐采用免费提供MP3下载，收入来自产品中歌曲下载页面和播放页面的Google AdSense广告收入，负责发布的巨鲸音乐网与唱片公司分成，Google不从中直接获取收入。
2009年，Google音乐营收为250万人民币。

## 正式关闭
2012年9月21日，谷歌中国工程研究总经理杨文洛在谷歌中国官方博客「Google黑板报」上发表题为「关闭在中国的音乐搜索服务」的博文，声称Google音乐在推出后影响力未达预期，宣布正式关闭Google音乐，并提醒用户于在2012年10月19日之前备份播放列表。而Google音乐项目的员工将转至其他谷歌产品团队工作。同日，巨鲸音乐网董事长章明基称是谷歌方面做出的决定，而非巨鲸要求停止合作，而Google目前仍为巨鲸音乐的股东。他表示，Google在2010年初决定退出中国后，Google流量下降得非常厉害，音乐搜索也受到很大影响，并且谷歌中国也没有花太多精力在音乐搜索上。
谷歌中国前技术总监胡宁向《南方周末》记者称，在2010年3月谷歌宣布退出之前，谷歌的整个市场份额都处于一个上升的势头，音乐服务占谷歌搜索总量的百分之二十到三十。根据巨鲸音乐网创始人陈戈提供的数据，从2009年3月Google音乐上线到2012年6月，巨鲸服务谷歌上亿用户60亿次下载视听，产生PV（点击量）150亿左右，广告存量4亿元左右。
谷歌中国的一份内部邮件解释了关闭谷歌音乐的原因：「……由于产品推出后未达到预期的影响力，所以决定优化投入来更加服务好用户与客户，……目前只有一个工程师用他20%的时间来维护Google音乐，公司预测不会对搜索份额和ICP牌照申请产生影响。」